# 松宮孝明
松宮 孝明（まつみや たかあき、1958年3月11日 - ）は、日本の法学者。立命館大学法務研究科教授。専門は刑法。博士（法学）。日本刑法学会理事。元民主主義科学者協会法律部会理事。滋賀県出身。

## 来歴

### 略歴
略歴は以下の通り。
- 1976年3月 - 滋賀県立虎姫高等学校卒業
- 1980年3月 - 京都大学法学部卒業
- 1982年3月 - 京都大学大学院法学研究科修士課程修了
- 1985年
  - 3月 - 京都大学大学院法学研究科博士課程単位取得満期退学
  - 4月 - 京都大学法学部助手
- 1987年4月 - 南山大学法学部専任講師
- 1990年4月 - 立命館大学法学部助教授
- 1995年4月 - 立命館大学法学部教授
- 2004年4月 - 立命館大学大学院法務研究科教授
- 2005年11月 - 中国人民大学法学院名誉教授[3]
- 2006年3月 - 博士（法学）（立命館大学）（学位論文「過失犯論の現代的課題」）
- 2010年4月 - 立命館大学大学院法務研究科研究科長

### 人物
大学院では、中森喜彦の指導を受けたが、中山研一が佐伯千仭、平場安治などの協力のもとに始めた刑法読書会にも参加しており、相対立する学説を同時に学んだ。過失犯論から研究を始め、著作として、『刑事過失論の研究』（1989年）、『過失犯論の現代的課題』（2004年）がある。中山研一、浅田和茂と共著の『レヴィジオン刑法1 共犯論』（1997年）は共犯論の必読の書。ほかに論文集として『刑事立法と犯罪体系』（2003年）がある。学説は、初期には佐伯千仭説および中山説の影響が強かったが、ボン大学（ライン・フリードリヒ・ヴィルヘルム大学ボン）に留学した折にギュンター・ヤコブス (de:Günther Jakobs) に師事し、その学説の影響も受けており、規範的観点を重視した独自の展開を見せていることが注目される。弟子も多く、影響力の大きな刑法学者である。関東と関西で分断が大きい刑法学であるが、山口厚をはじめ、関東の刑法学者からも注目を集めている。刑事訴訟法分野にも近年興味を持っている。
非常にドイツ刑法に造詣が深く、自身の理論にはドイツ刑法の理論を引用することが多い。例えば、共犯の処罰根拠については、純粋惹起説、混合惹起説等を、これらの理論を提唱・発展させたドイツ刑法学に立ち返り整理している。そしてドイツの学説は、立法上、日本と異なり不可罰の必要的共犯は教唆・幇助としても不可罰であり、未遂の教唆は不可罰であるにもかかわらず、その点を整理せずに学説継受した判例や日本の学説を批判する。
違法一元論の代表的論者とされる。松宮の唱える違法一元論は法秩序の統一性から導かれ、「憲法、刑法、民法などの多様な法分野から構成されている法秩序に相互矛盾がないこと」が、したがって「これら個別の分野が相互に矛盾・衝突を起こさないように解釈されるべきこと」を主眼に置く。
2020年9月、日本学術会議の新会員候補に推薦されたが、他の5名の候補とともに、内閣総理大臣菅義偉によって任命を拒否された（日本学術会議の任命拒否）。
弁護士兼お笑い芸人のこたけ正義感は法科大学院での教え子であり、ネタの中で名前を引用されている。

## 活動
- 民主主義科学者協会法律部会元理事[1]。
- 九条の会賛同者[10]。
- 2017年6月の改正組織犯罪処罰法に関する参院法務委員会の参考人質疑で、同法を「戦後最悪の治安立法」と批判[11]。

## 著書

### 単著
- 『刑事過失論の研究』（成文堂、1989年、補正版2004年）
- 『刑事立法と犯罪体系』（成文堂、2003年）
- 『過失犯論の現代的課題』（成文堂、2004年）
- 『刑法総論講義』（成文堂、1997年、第6版2024年）
- 『刑法各論講義』（成文堂、2006年、第6版2024年）
- 『プチゼミ 刑法総論』（法学書院、2006年）
- 『先端刑法総論─現代刑法の理論と実務』（日本評論社、2019年）
- 『先端刑法各論─現代刑法の理論と実務』（日本評論社、2021年）
- 『刑事再審制度の意味とその改革』（成文堂、2022年）
- 『誤振込みと財産犯』（成文堂、2023年）

### 共著
- （浅田和茂・中山研一）『レヴィジオン刑法1共犯論』（成文堂、1997年）
- （浅田和茂・中山研一）『レヴィジオン刑法2未遂犯論・罪数論』（成文堂、2002年）
- （浅田和茂・中山研一）『レヴィジオン刑法3構成要件・違法性・責任』（成文堂、2009年）
- （浅田和茂・佐久間修・山中敬一・斉藤豊治）『刑法総論』（青林書院、1993年）
- （浅田和茂・佐久間修・山中敬一・斉藤豊治）『刑法各論』（青林書院、1995年）
- （浅田和茂・ 内田博文・上田寛）『現代刑法入門』（有斐閣、第3版補訂版2014年）
- （松井茂記 ・ 曽野裕夫）『はじめての法律学 -- HとJの物語』（有斐閣、第4版2014年）

### 編著
- 『ハイブリッド刑法総論』（法律文化社、2009年、第2版2015年）
- 『ハイブリッド刑法各論』（法律文化社、2009年、第2版2012年）
- 『判例刑法演習』（法律文化社、2015年）

### 共編著
- （伊東研祐）『リーディングス刑法』（法律文化社、2015年）
- （斉藤豊治・浅田和茂・高山佳奈子）『新経済刑法入門〔第3版〕』（成文堂、2020年）
- （伊東研祐）『学習コンメンタール刑法』（日本評論社、2007年）
- （西原春夫・山口厚・新倉修・井田良）『刑法マテリアルズ―資料で学ぶ刑法総論』（柏書房、1995年）
- （川嶋四郎）『レクチャー日本の司法』（法律文化社、2014年）
- （上脇博之・阪口徳雄・前川喜平・小野寺義象・石戸谷豊・岡田正則）『ストップ!!国政の私物化: 森友・加計、桜、学術会議の疑惑を究明する』（あけび書房、 2021年4月） ISBN 9784871541886。

### 訳書
- ギュンター・ヤコブス著『ギュンター・ヤコブス著作集第1巻』（成文堂、2014年）